# Puys Chopine e des Gouttes
Il Puys Chopine e il Puy des Gouttes sono due vulcani della chaîne des Puys, nel Massiccio Centrale. Queste due strutture sono unite fra loro ed il loro culmine è a 1181 metri di altitudine (Puy Chopine).

## Geografia

### Posizione
Il Puy des Gouttes e il Puy Chopine si trovano nella catena degli chaîne des Puys, a circa 14 chilometri nord-ovest di Clermont-Ferrand e a 5 km sud-est di Saint-Ours.

### Topologia
Il Puy des Gouttes si presenta sotto la forma di una mezzaluna con la gobba girata verso sud. Le pendici di questo cono di proiezioni piroclastiche alto 1134 metri sono poco ripide e scavate da valli radiali incassate. Il Puy Chopine ha la forma di un cono alto 150 m e con una base di 600 m di diametro che si poggia all'interno del cratere del Puy des Gouttes e lo domina con i suoi 1181 metri.

## Geologia
Il Puy des Gouttes si è formato 30 000 anni fa, è un cono formato da scorie di basalto e trachite. La piccola colata di basalto con olivina espulso dal cono ha raggiunto la frazione di Fontetes a 3 km di distanza.
Il Puy Chopine è costituito da una striscia di trachite con fenocristalli di feldspato, pirosseno e biotite, ma è anche formato, in particolare sul lato sud, da grossi frammenti di basamento cristallino (granito, diorite, corneale). La sua storia è più recente, dato che si è probabilmente costituito 9500 anni fa.

## Storia
La storia eruttiva di questi due edifici vulcanici inizia 30 000 anni fa con una piccola colata di lava basaltica verso ovest, l'evoluzione del magma portò più avanti nel tempo ad eruzioni di tipo esplosivo. Questo portò alla costruzione di un cono di tipo stromboliano: il Puy des Gouttes.
20 000 anni più tardi, una forte eruzione esplosiva distrusse parzialmente il Puy des Gouttes, risparmiando la parte meridionale ed un piccolo frammento del cono di scorie. L'eruzione espulse una nube ardente che coprì più di 20 km2 di terreno e proiettò bombe vulcaniche fino al Puy de Louchadière, a 2 km da lì, dove le tante ceneri che formarono una copertura nuvolosa, rovente, fecero bruciare la foresta di frassini bianchi. Alla fine di questo episodio esplosivo, grossi frammenti del basamento cristallino si staccarono e scivolarono nel mare. Da uno studio del 2004, queste nubi daterebbero del 8670 BP, ossia con un'età media di 9700 anni. Quando il magma perse buona parte del gas in esso contenuto, prese inizio una eruzione di tipo peleano con un ago di trachite molto viscoso che risalì il camino del vulcano, spingendo in alto i materiali sovrastanti e formando così il Puy Chopine. In questo modo è stato trascinata per alcune centinaia di metri l'enorme roccia di granito di 250m per 200m che oggi giace sul fianco del Puy Chopine. L'attività si concluse con il rilascio di alcune fumarole, mentre un lago -oggi scomparso- si formava fra i due vulcani